# Плантография
Плантография (от лат. planta — подошва и др.-греч. grapho — изображение, рисунок, составная часть чертежа) — метод получения отпечатков стопы (следа), позволяющих судить о соотношении её анатомических структур относительно друг друга, а также провести оценку рессорной функции (способности сводов стопы гасить энергию удара, возникающего в момент касания опорной конечности во время ходьбы и, особенно, во время прыжков и бега; в норме не менее чем на 80%).
Плантография может использоваться как метод скринингового анализа состояния и биомеханики опорно-двигательного аппарата, диагностики и мониторинга ортопедических заболеваний и деформаций у детей и взрослых (от стоп до позвоночного столба включительно). Плантография может быть прямой (изображение отпечатка стопы формируется непосредственным давлением стопы на мембрану плантографа) или компьютерной (изображение отпечатка стопы формируется путем сканирования на специальном сканере с последующей обработкой специальным программным обеспечением).
Компьютерная плантография позволяет получать снимки без искажения размера. Специальная программа анализирует и рассчитывает параметры, индексы и углы, помогающие определить различного рода нарушения, наличие, а также тип плоскостопия. Современные модели компьютерных плантографов оснащены функцией подометрии. В таких приборах установлено 2 перпендикулярных друг другу сканера, которые позволяют произвести одновременное сканирование подошвенной, задней и боковой поверхностей стоп. Функция дает возможность получения изображения стопы в трёх проекциях, что дает более полное понимание функционального состояния стопы.
Динамоплантография позволяет просканировать и оценить динамическую функцию стопы. С этой целью были разработаны платформы, которые замеряют степень давления различных участков стопы на поверхность прибора в разные фазы ходьбы. Динамоплантография также включает в себя другой способ оценки состояния стоп: обследуемый надевает обувь со специальными стельками с датчиками давления. Стельки связаны с компьютером либо с помощью провода, либо с помощью Wi-Fi или Bluetooth. По полученной в итоге диаграмме можно судить о распределении давления на поверхность опоры во время ходьбы.